# Diego Garzitto
Diego Garzitto (Lestizza, 19 gennaio 1950) è un allenatore di calcio ed ex calciatore italiano naturalizzato francese, di ruolo difensore.

## Biografia
Nato e cresciuto in Friuli, durante l'adolescenza si trasferì a Lione dove i genitori erano emigrati in cerca di lavoro.

## Palmarès

### Competizioni nazionali
- Campionato di calcio della Repubblica Democratica del Congo: 1

TP Mazembe: 2009
- Sudan Premier League: 2

Al-Hilal Omdurman: 2012
Al-Merrikh: 2015
- Coppa del Sudan: 1

Al-Merrikh: 2015

### Competizioni internazionali
- CAF Champions League: 1

TP Mazembe: 2009
- CAF Super Cup: 1

TP Mazembe: 2010